# Giải Robert cho nam diễn viên chính xuất sắc nhất
Giải Robert cho nam diễn viên chính xuất sắc nhất là một giải của Viện Hàn lâm Phim Đan Mạch trao hàng năm cho nam diễn viên chính của một phim Đan Mạch, được bầu chọn là xuất sắc nhất. Giải này được thành lập từ năm 1984.
Dưới đây là danh sách những người đoạt giải:

## Những người đoạt giải từ 1984 tới 1999
| Năm  | Người đoạt giải     | Phim                                  |
| 1984 | Jesper Klein        | Skønheden og udyret                   |
| 1985 | Lars Simonsen       | Tro, håb og kærlighed (Twist & Shout) |
| 1986 | Reine Brynolfsson   | Ofelia kommer til byen                |
| 1987 | Torben Jensen       | Flamberede hjerter                    |
| 1988 | Max von Sydow       | Pelle Erobreren                       |
| 1989 | Börje Ahlstedt      | Skyggen af Emma                       |
| 1990 | Frits Helmuth       | Dansen med Regitze                    |
| 1991 | Tommy Kenter        | Lad isbjørnene danse                  |
| 1992 | Ole Lemmeke         | De nøgne træer                        |
| 1993 | Søren Østergaard    | Kærlighedens smerte                   |
| 1994 | Frits Helmuth       | Det forsømte forår                    |
| 1995 | Ernst-Hugo Järegård | Riget                                 |
| 1996 | Ulf Pilgaard        | Farligt venskab                       |
| 1997 | Thomas Bo Larsen    | De største helte                      |
| 1998 | Lars Simonsen       | Barbara                               |
| 1999 | Ulrich Thomsen      | Festen                                |

## Những người đoạt giải và những người được đề cử từ năm 2000
2000
Niels Olsen – Den eneste ene
Anders W. Berthelsen – Mifunes sidste sang
Kim Bodnia – Bleeder
Robert Hansen – Fruen på Hamre
Ali Kazim – Pizza King
Henrik Lykkegaard – Bornholms stemme
2001
Jesper Christensen – Bænken
Anders W. Berthelsen – Italiensk for begyndere
Bjarne Henriksen – Italiensk for begyndere
Thure Lindhardt – Her i nærheden
Søren Pilmark – Blinkende lygter
2002
Nikolaj Lie Kaas – Et rigtigt menneske
Martin Buch – Fukssvansen
Lars Mikkelsen – Kira (En kærlighedshistorie)
Mads Mikkelsen – Shake It All About (En kort en lang)
Jens Okking – At klappe med een hånd
2003
Jens Albinus – At kende sandheden
Kim Bodnia – Gamle mænd i nye biler
Jørgen Kiil – Små ulykker
Troels Lyby – Okay
Mads Mikkelsen – Open Hearts (Elsker dig for evigt)
2004
Ulrich Thomsen – Arven
Lars Brygmann – Rembrandt
Nikolaj Coster-Waldau – Manden bag døren
Frederik Christian Johansen – En som Hodder
Nikolaj Lie Kaas – De grønne slagtere
2005
Mads Mikkelsen – Pusher II
Michael Birkkjær – Lad de små børn
Frits Helmuth – Villa paranoia
Mikael Persbrandt – Dag og nat
Ulrich Thomsen – Brothers (Brødre)
2006
Troels Lyby – Anklaget
Jesper Christensen – Drabet
Bjarne Henriksen – Chinaman (Kinamand)
Nikolaj Lie Kaas – Mørke
Ulrich Thomsen – Adams æbler
2007
David Dencik – En Soap
Jens Albinus – The Boss of it All (Direktøren for det hele)
Nicolas Bro – Offscreen
Mads Mikkelsen – Efter brylluppet
Mads Mikkelsen – Prag
Janus Dissing Rathke – Drømmen
2008
Lars Brygmann – Hvid nat
Anders W. Berthelsen – Kærlighed på film
Kim Bodnia – Ekko
David Dencik – Uden for kærligheden
Søren Pilmark – Hvordan vi slipper af med de andre
2009
Jakob Cedergren – Frygtelig Lykkelig
Anders W. Berthelsen – Det som ingen ved
Carsten Bjørnlund – En enkelt til Korsør
Thure Lindhardt – Flammen og Citronen
Ulrich Thomsen – Den du frygter